# Senlis (Oise)
Senlis és un municipi francès, situat al departament de l'Oise i a la regió dels Alts de França, a l'extrem occidental de l'altiplà de Valois, en un promontori format pels rius Nonette i Aunette; 15.238 h (cens del 2022). Ofereix gran interès des del punt de vista monumental, encara que va patir les conseqüències de la Primera Guerra Mundial, sent incendiada en part el 1914.
Durant la Segona Guerra Mundial, van tenir lloc alguns combats a l'entrada de la ciutat i després la ciutat va ser ocupada durant quatre anys. Durant un temps s'hi va establir una Kreiskommandantur. La ciutat va ser alliberada per les tropes americanes l'agost de 1944.
A partir de la dècada del 1950, el desenvolupament econòmic de l'àrea metropolitana de París, la creació de l'autopista del Nord que donava servei a Senlis a partir del desembre del 1964 i, finalment, l'obertura de l'aeroport de París-Charles-de-Gaulle el 1974 van proporcionar un clima favorable per al desenvolupament econòmic de la ciutat. S'estan creant nous barris als afores per a una població en ràpid creixement. El 1969, es va desenvolupar una zona d'activitat econòmica i comercial al llarg de l'autopista del Nord. Es van crear diverses escoles noves, inclosa l'institut Hugues Capet el 1987. El 1962, la introducció de la llei Malraux sobre la preservació del patrimoni va permetre la creació d'una zona protegida de quaranta-dues hectàrees al nucli antic. Es restauren gradualment cases particulars i monuments i hi ha quatre museus. L'entorn antic de la ciutat va atreure artistes com Georges Cziffra, que va restaurar l'antiga església de Saint-Frambourg, així com rodatges, que van trobar-hi un entorn ideal a prop de París per a pel·lícules com "Le Roi de cœur" (El rei de cors) de Philippe de Broca, ambientada el 1918.
El 4 de juny de 2009 va marcar un punt d'inflexió en la història recent de Senlis, particularment en l'àmbit econòmic: amb la sortida definitiva del 41è regiment de transmissió, la caserna del "districte d'Ordener" es va dissoldre i Senlis va deixar de ser una ciutat de guarnició. A la tardor del 2010, l'ajuntament va presentar les seves idees per a la reconversió del solar abandonat, amb 11 hectàrees de terreny i 22.000 m2 d'edificis, sense incloure els hangars que estan previstos per a la demolició. L'objectiu principal seria traslladar les institucions municipals a les antigues casernes i crear-hi habitatges.

## La vila
De l'antic recinte romà, obert en alguns llocs per facilitar la construcció d'edificis moderns, encara subsisteixen unes torres enllaçades entre si per muralles i baluards. Khildebert II d'Austràsia va fer construir l'any 588 un altre recinte englobant el primer, i al segle xv, Felip III de Borgonya va manar aixecar noves fortificacions i baluards, una part dels quals van ser desmantellats el 1827 per formar el passeig principal de Senlis. Entre els vestigis de l'època romana diuen les termes i les Arenes, situades al barri SO. de la ciutat. Aquestes últimes van ser declarades monument històric. Mesuren 42 m, de diàmetre i formen un el·lipse. De les Termes només se'n coneix l'emplaçament.

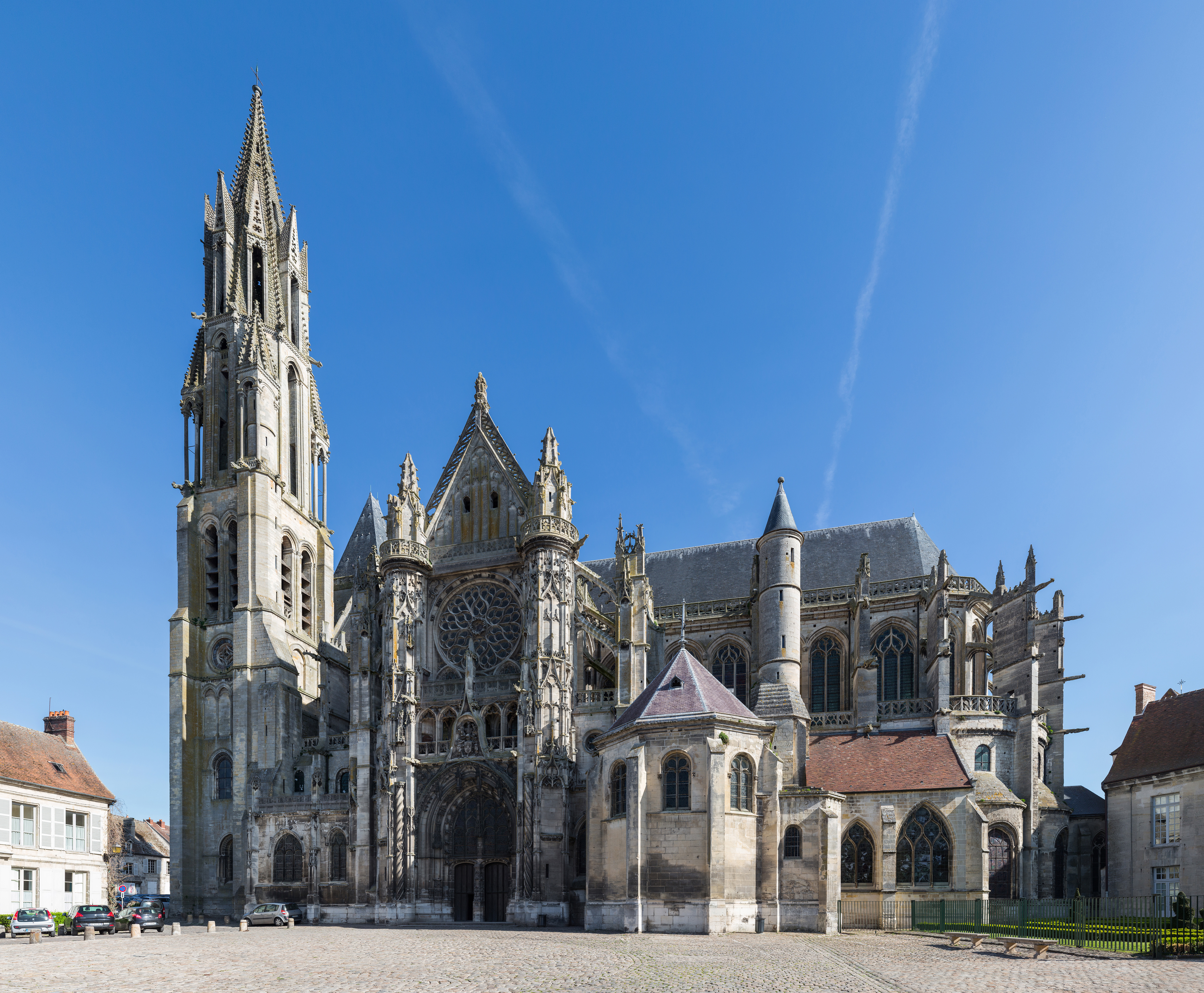
Vista exterior de la catedral de Senlis

La Catedral actual va ser començada el 1153 i acabada el 1556. Diversos incendis parcials van interrompre les obres. Té 98 m. de long. per 30 d'alçada a les voltes. Tota la planta baixa data del segle XII. El temple es compon d'una nau i d'un cor en figura d'hemicicle, algunes de les parts de les quals van ser construïdes al segle XIII i d'altres al XVI. El creuer, així com les portes i finestres altes i capelles accessòries, pertanyen a diferents èpoques. La sagristia molt antiga, fou restaurada al segle XIII. El portal principal és d'estil romànic i està decorat amb nombroses estàtues i baixos relleus representant la Mort, la Assumpció, la Coronació de la Verge, els dotze mesos de l'any, etc. Les torres, encara que romàniques a la part baixa, són gòtiques a la superior. La de la dreta remata amb una agulla octogonal de 78 m. d'alçada. Va patir greus desperfectes durant el bombardeig alemany del 2 de setembre de 1914.
L'església de Saint-Frambourg, que, com la Catedral, fou declarat monument històric a principis del segle XX. Es compon d'un absis, amb una sola nau i sense creuer; convertida en els anys de 1920 en picadero, només van quedar els murs, havent estat utilitzades les parts esculpides per al decorat d'una capella construïda a mitjan el segle XIX al parc d'un castell proper a Senlis. Amb motiu del mil·lenni capetà, la capella va ser dotada de vidrieres dissenyades pel pintor Miró i realitzades pel mestre vidrier Charles Marcq, de Reims. El 1973, aconsellat per André Malraux, el pianista hongarès Georges Cziffra va comprar la capella, convertida llavors en garatge, tot i que ja estava catalogada com a monument històric. Després d´una important campanya d´excavacions, es van iniciar les obres de restauració sota la direcció de l´arquitecte dels Monuments Historiques. Aleshores es va crear la Fundació Cziffra, amb l'objectiu de restaurar completament l'edifici, obrir-lo a un públic més ampli i acollir i promoure joves músics i artistes, un projecte que la seva dona Soleilka va continuar amb la mateixa passió. (Aquest edifici roman obert només durant concerts i exposicions i alguns caps de setmana).
Abadia de Saint-Vincent de Senlis, monument històric també, es compon d'una sola nau construïda a l'època de transició. El seu elegant campanar, del segle XII, va recuperar la piràmide que havia perdut. Al claustre es veuen belles construccions conventuals realitzades de 1660 a 1680.

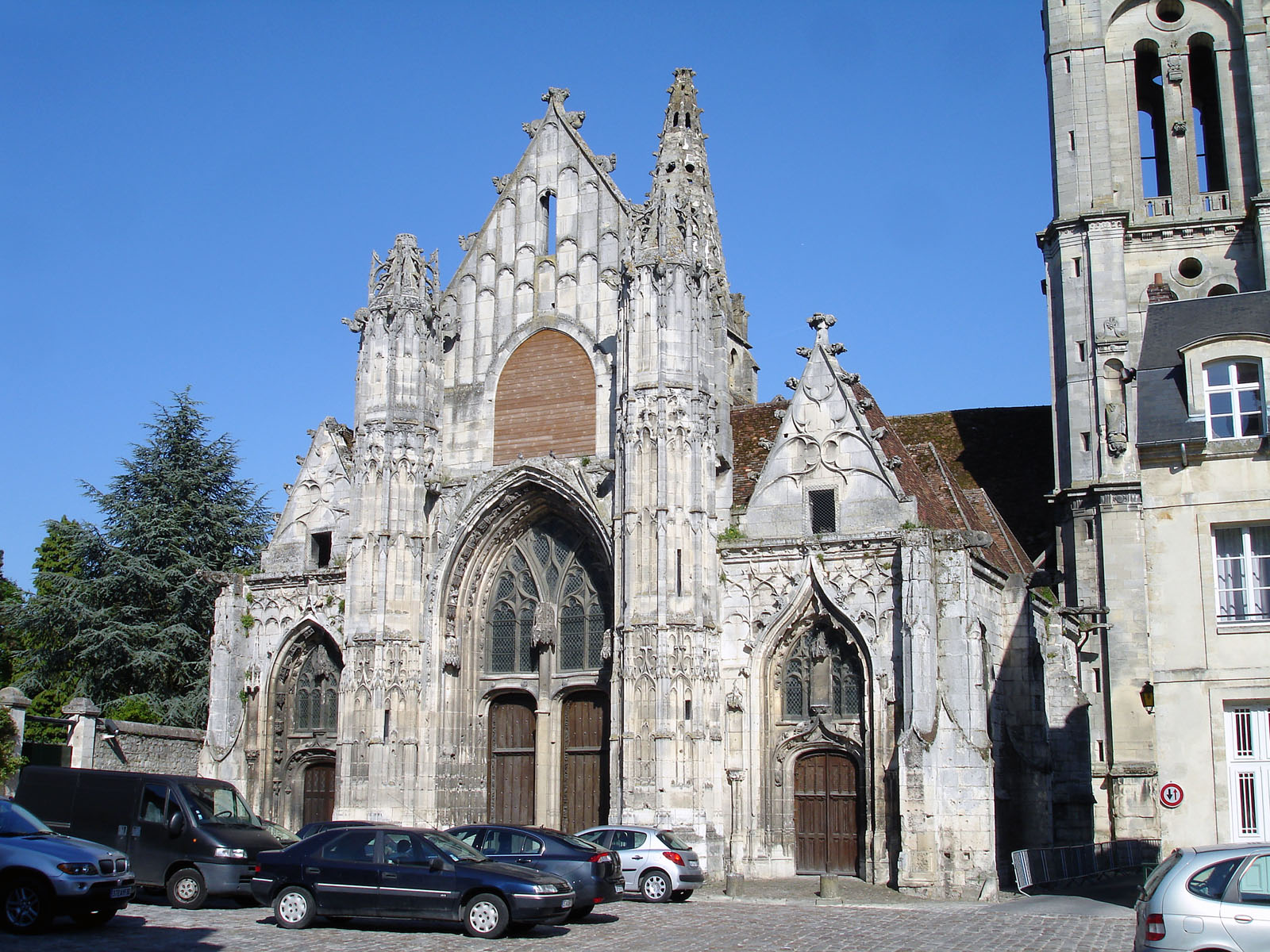
Església de Saint-Pierre, la façana oest abans de la restauració de la dècada del 2010.

L'església de sant Pere, igualment monument històric, és d'estil ogival. El seu campanar fou acabat el 1431; una gruixuda torre quadrada, que acaba en cúpula i fou construïda el 1588, flanqueja el costat meridional del temple.
L'antiga església de Saint-Aignan. Aquest edifici, dedicat originalment al culte, ha passat per segles d'història, canviant d'aspecte i funció. Abandonada després de la Revolució, la seva nau va ser demolida el 1806 i el que quedava es va convertir en un teatre. Tot i haver estat restaurada acuradament als anys 80, avui dia jau abandonada. La seva importància històrica està principalment relacionada amb el seu campanar romànic, que ha influenciat la construcció d'altres campanars a la regió. L'església, situada a la muntanya de Saint-Aignan, també mostra vestigis d'un segon campanar, revelant així la seva simetria original. Al llarg dels segles, ha patit diverses remodelacions, incloent-hi una important renovació gòtica. Curiosament, la façana que dóna a la rue de Beauvais encara mostra detalls únics, com ara creus, gàrgoles i un arc Tudor, elements reconstruïts entre 1542 i 1544.
Entre els altres monuments de Senlis figuren, l'antiga capella del bisbat (segle XIII), l'església del Carme (segles XIV al XVI), convertida en caserna de cavalleria, i el Palau municipal, de finals del segle xv, en el qual una làpida commemora la mort de l'alcalde Odent, afusellat per les tropes alemanyes. El palau de Justícia i la subprefectura van desaparèixer incendiats durant la guerra del 1914/18. Hi ha a Senlis subprefectura, Tribunal Civil, Hospital general, Museu Arqueològic i Biblioteca pública amb molts milers de volums. Els Arxius municipals contenen nombrosos documents del segle XIII.
La indústria de la població era molt considerable ja a l'Edat Mitjana, fabricant-se els yelmos que es van fer famosos al segle XVI. La fabricació de teixits era també molt important, encara que va desaparèixer durant la guerra de la Lliga. Actualment se celebren a Senlis mercats agrícoles molt concorreguts i fires mensuals. L'horticultura constitueix la principal riquesa dels suburbis. Té estació de ferrocarril a la línia de Chantilly a Crépy-en-Valois.

## Història
A finals del període gal, els silvanectes, que probablement constituien una fracció dels bel·lòvacs, ocuparen el país de Senlis. Juli Cèsar, als seus Comentaris, no esmenta aquest poble, però Plini el Vell el classifica entre els pobles liberi o sigui aquells que gaudien entre els romans de certa autonomia. La seva capital va rebre el nom de Augustomagus en memòria del primer emperador, ocupant l'actual emplaçament de Senlis per on passaven les grans vies de Senlis a Soissons i París, de Senlis a Pontpoint i Pont-Sainte-Maxence, de Senlis a Meaux i de Senlis a Gouvieux-vers-Beauveais. Al segle II de la nostra era, Senlis posseïa un important establiment romà, que fou arrasat l'any 406 per la invasió dels bàrbars. Una colònia de letes, poble germà, es va establir a Senlis, datant probablement d'aquesta època l'actual recinte romà. Durant la dominació franca; Senlis sembla que va pertànyer a Clovis i va formar part del regne de París, passant successivament de Childeberto a Clotari I i d'aquest a Caribert I. Encara que la ciutat va ser dividida entre Childebert d'Austràsia i Guntram de Borgonya, va continuar formant part dels dominis reals en el temps dels darrers merovingis i carolingis. Des de l'any 822 va ostentar el títol de comtat. Els comtes carolingis procedents de la Casa reial de Llombardia van tenir un paper important al segle X.
La manera com el comtat de Senlis va passar a Hug I de França, qui ho va unir de nou a la corona. El domini reial de Senlis va ser cedit en 1576 a Maria Stuart, vídua de Francesc II de França, de qui va passar a la duquessa de Montpensier i després, en 1583, a Margarida d'Angulema. Finalment, va ser lliurat el 1622 al duc d'Epernon, marit de Gabriela de Verneuil, en poder de la família del qual va estar fins a finals del segle XVI. El palau de Senlis, que va substituir a la fortalesa romana, va ser molt freqüentat pels reis, els qui van convocar en el mateix assemblees amb freqüència. En aquest palau es van refugiar: al segle IX, Pipí I d'Aquitània, i Carlemany, germà de Carles el Calb; al segle X, Duc Ricard I de Normandia i Carles de Mayenne; al segle XI, Anna de Kíev, vídua d'Enric I de França, i al segle XII, Isabel d'Hainaut, rebutjada per Felip II de França.
Durant la Jacquerie els barris i suburbis de Senlis van ser saquejats pels pagesos revoltats. Com que la ciutat constituïa una de les claus de l'Illa de França, va ser atacada pels "anglo borgonyons", que la van ocupar des de 1417 fins a 1521. Durant les guerres de Religió s'hi van registrar diversos episodis. El 26 d'abril de 1589 va obrir les portes a les tropes reials, sent assetjada pel duc d'Aumale, contra el qual va realitzar una brillant defensa, malgrat la inferioritat en nombre dels seus habitants en relació amb els assetjadors. Socorreguda per Longueville i La Noue, el 17 de maig es va lliurar als voltants una sagnant batalla, que va acabar amb la derrota de l'exèrcit d'Aumale.
El 2 de setembre de 1914, l'exèrcit alemany, després d'haver travessat l'Oise i envaït el bosc de Halatte, va aconseguir les avançades de Senlis. La seva ala dreta manada per von Kluck, precipitant la marxa sobre París, va atacar els anglofrancesos encarregats de cobrir la retirada de les tropes aliades. La batalla es va iniciar forta, principalment per la part de Chamont i del llogaret de Montepilloy, i els anglesos van haver de replegar-se amb la tropes colonials franceses. Poc després va començar el bombardeig de la ciutat, i va quedar completament destruït un barri sencer i alguns edificis públics, entre ells l'estació, l'hospital i el Palau de Justícia i la subprefectura, ja citats. Immediatament van fer la seva entrada a la població les tropes alemanyes, que es va haver de retirar el dia 9 del mateix mes.

## Govern especial
La "bailia" de Senlis, creada en temps de Felip II, va ser suprimida el 1789. La ciutat formava un govern particular depenent del de l'Illa de França. El seu bisbat era un dels majors del regne, comprenent 64 parròquies. Entre els seus nombrosos establiments religiosos figuraven la Col·legiata de Saint-Rieul, de col·lació episcopal i la vella església del qual conservava les relíquies del patró diocesà; l'abadia de Saint-Vincent, fundada al segle XI a conseqüència d'un vot d'Anna de Kíev; l'abadia de Saint-Rémy, fundeu probablement per Carlemany; la de la Victòria, el priorat de Saint-Maurice, dos monestirs de franciscans i caputxins, dos de religioses de la Presentació, una comanda de l'ordre de Malta, un convent de Filles de la Creu, etc.. Tots aquests establiments es troben a la ciutat o als seus suburbis. Les armes de Senlis consisteixen en una banda d'or al camp de gules.